# Harzweg 7 (Quedlinburg)

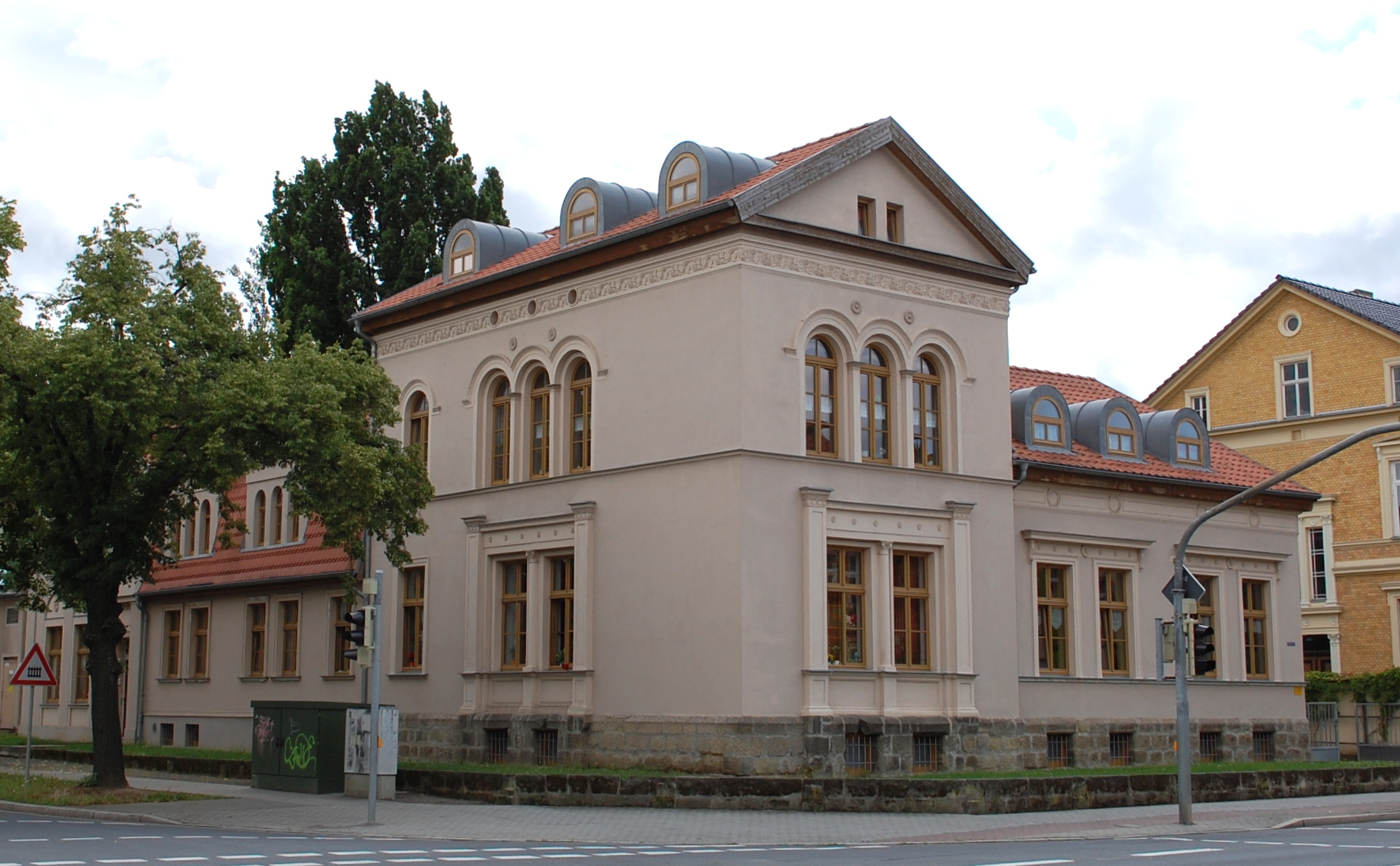
Harzweg 7

Das Haus Harzweg 7 ist ein denkmalgeschütztes Gebäude in Quedlinburg in Sachsen-Anhalt.

## Lage
Das im Quedlinburger Denkmalverzeichnis als Villa eingetragene Gebäude befindet sich südlich der Quedlinburger Altstadt an der Einmündung der Stresemannstraße auf den Harzweg.

## Architektur und Geschichte
Die Villa wurde in der Zeit um 1850 im Stil des Klassizismus errichtet. Der Grundriss entspricht einer T-Form, wobei der entlang der Stresemannstraße ausgerichtete Teil zweigeschossig, der Gebäudeteil am Harzweg dagegen eingeschossig ausgeführt wurde.
Die Einfriedung des Grundstücks ist als niedrigere Quadermauer gestaltet.